# Kaple svatého Floriána (Kocbeře)
Kaple svatého Floriána, někdy uváděná jako filiální kostel, je římskokatolická novorománská kaple v Kocbeřích.

## Architektura
Kaple byla vystavěna v letech 1852–1854 v novorománském slohu.

## Interiér
V roce 2012 probíhala v interiéru kaple rekonstrukce.

## Varhany
Varhany z roku 1855 jsou od varhanáře Johanna Bartha z Dolní Olešnice.

## Bohoslužby
Bohoslužby se nekonají vzhledem k rekonstrukci.